# Власовский, Александр Александрович
Александр Александрович Власовский (26 августа [7 сентября] 1842, Княже, Новгородская губерния — 3 февраля 1899, Санкт-Петербург) — российский военный (полковник (1892), полицмейстер.

## Биография
Родился в 1842 году в деревне Княжа (ныне — Княже в Шекснинском районе Вологодской области).
В январе 1863 года произведён в первый офицерский чин. Участник Польской кампании (1863—1864).
Состоял по армейской кавалерии, занимал должность адъютанта командующего войсками Виленского военного округа, затем до 29 мая 1881 года — Виленский полицмейстер (подполковник), с 29 мая 1881 года — второй помощник Варшавского обер-полицмейстера. Полицмейстер города Риги (статский советник, 1891).
После назначения великого князя Сергея Александровича Московским генерал-губернатором назначен c 28 декабря 1891 (9 января 1892) исполняющим должность Московского обер-полицмейстера. Укрепил дисциплину нижних чинов полиции города, провёл модернизацию пожарного парка. Привлечён к суду в деле о гибели 1389 человек на Ходынском поле и был признан виновным. Уволен от должности 15 июля (по другим данным 18 июля) 1896 года.
1 августа 1896 года уволен со службы «без прошения», был «снят с обеспечением пожизненной пенсии в 15 тысяч рублей в год».
Переехал в Санкт-Петербург, где скончался 3 февраля 1899 года. Похоронен в Московском Алексеевском женском монастыре. Заупокойная служба была совершена накануне похорон в церкви Николая Чудотворца в Гнездниках в присутствии великого князя Сергея Александровича и обер-полицмейстера Д. Ф. Трепова, преемника А. А. Власовского.